# Спирин, Дмитрий Александрович
Дми́трий Алекса́ндрович Спи́рин (род. 22 февраля 1975, Москва) — российский рок-музыкант, певец, поэт, бывший вокалист московской поп-панк-группы «Тараканы!», бывший гитарист группы «Ракеты из России». Также известен как один из основателей и участников поп-панк-супергруппы «Приключения Электроников».

## Биография
Дмитрий Александрович Спирин родился 22 февраля 1975 года в Москве. Дмитрий начал увлекаться рок-музыкой с 12 лет. В 14 лет занимался игрой на бас-гитаре в ДК «Студии популярной музыки», а потом в ДК «Красный химик». В 1990 году работал грузчиком на гастролях группы «Клеопатра». На заработанные деньги Дмитрий купил себе чехословацкую бас-гитару Jolana Disco Bass. Примерно в это же время стал играть в начинающей рок-группе «Аббат». На репетиционной базе при районном Дворце пионеров Спирин познакомился со сверстниками из группы «Кутузовский проспект», которые пригласили его на место бас-гитариста. С 1995 года является вокалистом, а также автором большинства песен группы «Тараканы!». Среди них такие известные хиты как «Я смотрю на них», «Русский рок», «Кто-то из нас двоих», «Два по сто», «То, что не убивает тебя», «Собачье сердце», «Мешки с костями», «Пять слов», «Любовь со 101 взгляда», «Самый счастливый человек на Земле».
В 1999 году совместно с Константином Савельских стоял у истоков основания супергруппы «Приключения Электроников». Записав в течение нескольких лет два студийных альбома, в 2004 году ушёл из группы. В 2008 году специально для «Приключения Электроников» написал песню «Уходит детство», ставшую единственной собственной песней в их репертуаре.
В 2004 году присоединился к столичной стрит-панк группе Zuname.

### Телевидение
В 1999 году был одним из актёров в еженедельной программе Владимира Епифанцева «Культиватор». В 2002 году принял участие в одной программе «Земля-Воздух» в качестве эксперта от радио Ultra.

### Радио
В 2000 году был ведущим еженедельного ночного ток-шоу на «Нашем радио».

### DJ Spirin
Идея создания рок-дискотек появилась после посещения подобного мероприятия на гастролях в Японии в 2002 году. В том же году были предприняты первые попытки организовать рок-дискотеку в России под псевдонимом DJ Ramone. Начиная с 2006 года Rock 'n' Roll Radio Disco Party стали проводиться регулярно.

### Псевдоним
Своё прозвище «Сид» Спирин получил в пятнадцать лет, и с тех пор оно стало его сценическим псевдонимом.
Именно Юра [Ленин], желавший во что бы то ни стало делать «всё как у них», напридумывал всем сценические кликухи… Меня же Юра сразу же начал величать, даже не спросив разрешения, Сидом. «Раз мы русский Pistols, а ты играешь на басу — будешь Сидом». Да уж, в логике ему отказать было сложно.Д. Спирин

### Интернет
С 2007 года ведёт блог, в котором подробно освещает жизнь групп «Тараканы!» и «Ракеты из России», снабжая свои рассказы аудио-, видео-, и фотоматериалами. В 2010 году завёл аккаунт на Facebook. 11 января 2012 года завёл аккаунт во ВКонтакте, сопроводив своё появление на этом ресурсе промороликом. С августа 2011 года ведёт видеоблог на официальном сайте российского издания журнала Billboard. В октябре 2019 года завёл аккаунт в Instagram.

## Лейбл
В 2003 году совместно с директором группы «Тараканы!» Ильёй Островским, основал независимый рекорд-лейбл под названием «FM молчит Records».

## Сотрудничество с «Браво»
Знакомство Дмитрия Спирина с лидером группы «Браво» Евгением Хавтаном произошло в 1998 году на фестивале-презентации российского трибьюта группы Depeche Mode. Первой совместной работой стала песня «36,6». В 2003 году, спустя пять лет после её написания, она попала в хит-парад «Чартова дюжина», и продержалась там двенадцать недель, из них четыре недели на 1 месте. Песня исполняется на концертах как группой «Тараканы!», так и группой «Браво».
В 2004 году Спирин принял участие в записи трибьют-альбома «Звёздный каталог», выбрав для исполнения песню «Как жаль». Помимо кавер-версий на этом сборнике также присутствует песня «Выше всех», написанная Спириным.
В альбом 2011 года «Мода» вошли два трека за авторством Дмитрия Спирина. Песня «Плохой, хороший, злой» была написана в 2007 году и изначально предполагалась для группы «Тараканы!». Она имела небольшие отличия в тексте, немного более жёсткое звучание и называлась «Всё или ничего».
Вторая песня называется «Между западом и востоком». По задумке Евгения Хавтана, она должна отражать состояние человека, попавшего на задержку рейса в аэропорту.

## Взгляды
По личным словам, негативно относится к президенту России Владимиру Путину, «потому что он плоть от плоти — гопота». Принимал участие в благотворительных акциях в поддержку осуждённых по Болотному делу. В 2021 году переехал в Будапешт, по собственным словам, это было «связано с „путинским режимом“». В 2021 году выступил в поддержку политика Алексея Навального после его ареста.
Неоднократно выступал против войны в Донбассе, осудил аннексию Крыма Россией, заявив, что Россия «нарушила международные нормы, и таким образом эта территория была присоединена незаконно», отказался выступать в аннексированном Крыму.
Выступил против российского вторжения на Украину, заявив, что Россия «потихоньку мутировала, скатывалась к тому, чем она является сейчас — агрессивным, обезумевшим, кровожадным государством, напавшим на братскую Украину». Организовал распродажу своей коллекции винила и мерча «Тараканов!» для покупки продуктов украинскому центру в Будапеште и тур благотворительных концертов в поддержку Украины. В качестве гитариста в этом туре выступил Максим Фролов.
28 июня 2024 года Министерство юстиции Российской Федерации внесло Спирина в список физических лиц «иностранных агентов», отмечая, что он выступал против российского вторжения в Украину, а также «распространял недостоверные сведения, направленные на формирование негативного образа РФ, а также Вооружённых сил РФ».

## Дискография
Тараканы!:
Приключения Электроников:
- 2001: «Прекрасное далёко»
- 2003: «Земля в иллюминаторе»

Zuname:
- 2008: «Волна цунами»

Lazy Bitches:
- 2007: Stupid And Happy
- 2009: Good Luck

Сольное творчество:
- 2024: Я с тобой (Digital EP)[21]
- 2024: Место, где есть ты (Digital EP)[22]
- 2024: Чем кончается Родина (Digital EP)[23]
- 2024: Я с тобой / Место, где есть ты (7", Pink Braces Records)[24]
- 2024: Горячая война

С другими артистами:
| Группа                         | Песня                              | Альбом                                |      | Участие   |
| ------------------------------ | ---------------------------------- | ------------------------------------- | ---- | --------- |
| Автоматические удовлетворители | Прогресс                           | 1979-1994. Претензии не принимаются   | 1995 | Бэк-вокал |
| Ва-Банкъ                       | —                                  | Домой!!                               | 1997 | Бэк-вокал |
| Швах                           | Клован-убийца                      | Сучьи погремушки                      | 1997 | Бэк-вокал |
| Элизиум                        | Я иду домой                        | Домой!                                | 1998 | Бэк-вокал |
| Элизиум                        | Целый год                          | Домой!                                | 1998 | Бэк-вокал |
| Егор и бомбометатели           | Десять негритят                    | —                                     | —    | Вокал     |
| Distemper                      | День рождения                      | Ska Punk шпионы                       | 2000 | Вокал     |
| Distemper                      | Троллейбус 27                      | Ska Punk шпионы                       | 2000 | Вокал     |
| Komatozzz                      | Пиво, девки и панк-рок             | PUNK!                                 | 2001 | Вокал     |
| Der Steinkopf                  | Хотела быть крутой                 | Вспомнить всё                         | 2001 | Вокал     |
| Der Steinkopf                  | Штука                              | Вспомнить всё                         | 2001 | Бэк-вокал |
| Der Steinkopf                  | Я ненавижу тараканов               | Вспомнить всё                         | 2001 | Бэк-вокал |
| Der Steinkopf                  | Scheissegal                        | Вспомнить всё                         | 2001 | Бэк-вокал |
| Der Steinkopf                  | Die Gerechtigkeit                  | Вспомнить всё                         | 2001 | Бэк-вокал |
| 1.5 кг отличного пюре          | $ 1000000                          | Superpunk                             | 2001 | Бэк-вокал |
| Distemper                      | Мне плохо с утра                   | Нам по…                               | 2003 | Вокал     |
| P.P.SKA                        | Много денег                        | Панк РУпор Vol.1                      | 2004 | Вокал     |
| Dёргать!                       | Песня № 8                          | В ж…пу телевизор!                     | 2004 | Вокал     |
| Dёргать!                       | Я выбираю себя                     | В ж…пу телевизор!                     | 2004 | Вокал     |
| Браво                          | Выше всех                          | Звёздный каталог                      | 2004 | Автор     |
| Браво                          | Как жаль                           | Звёздный каталог                      | 2004 | Вокал     |
| Тринадцатое созвездие          | Давай                              | А на нашей улице весна                | 2005 | Вокал     |
| Тринадцатое созвездие          | Рок-н-ролл надувает наши паруса    | А на нашей улице весна                | 2005 | Вокал     |
| Червона рутта                  | Влюблены и юны                     | Ромашки                               | 2005 | Автор     |
| Э. С. Т.                       | Подъёмъ!                           | —                                     | 2005 | Бэк-вокал |
| Lumen                          | 02 (Благовещенск)                  | Свобода                               | 2005 | Вокал     |
| I am BAD                       | Этот сказочный мир                 | —                                     | 2006 | Вокал     |
| Коллекция дней                 | Пенсия                             | Не в моде                             | 2006 | Вокал     |
| Микки Маус и стилеты           | 36,6                               | Джаз на орбите                        | 2007 | Автор     |
| Элизиум                        | Как Гоген                          | Радуга Live                           | 2007 | Вокал     |
| Элизиум                        | Электричка                         | Радуга Live                           | 2007 | Вокал     |
| M.A.D. Band                    | Roots Radicals                     | Arrested In Russia: Tribute to Rancid | 2008 | Вокал     |
| Приключения Электроников       | Уходит детство                     | Давайте созвонимся!                   | 2008 | Автор     |
| Валерий Кипелов                | Спартак — чемпион!                 | —                                     | 2009 | Бэк-вокал |
| Kerosin                        | Холод                              | —                                     | 2009 | Вокал     |
| Лосьон                         | Герои                              | Спорткостюм                           | 2009 | Вокал     |
| Male Factors                   | Верные друзья                      | Так случилось                         | 2009 | Вокал     |
| Элизиум                        | Точки над i                        | —                                     | 2009 | Вокал     |
| The SUN                        | Поколение безнадёжных              | Пока ты спал…                         | 2009 | Вокал     |
| Проект ТТТ                     | Джонни Риппер                      | Total Twisted Tomatoes                | 2010 | Вокал     |
| Играй гармонь!                 | Beat the Bastards                  | Мы будем танцевать                    | 2010 | Вокал     |
| R-Flag                         | Ради кого?                         | —                                     | 2010 | Вокал     |
| LOUNA                          | Свободное падение                  | Сделай громче!                        | 2010 | Вокал     |
| M.A.D. Band                    | One Trillion Dollar$               | Russian Tribute to Anti-Flag          | 2011 | Вокал     |
| Plov Gotov                     | Панк-рок девочки                   | —                                     | 2011 | Вокал     |
| Браво                          | Плохой, хороший, злой              | Мода                                  | 2011 | Автор     |
| Браво                          | Между западом и востоком           | Мода                                  | 2011 | Автор     |
| FLAER                          | Так, как надо!                     | Назло!                                | 2012 | Вокал     |
| Чёрный обелиск                 | Песни о…                           | Мой мир. Том I                        | 2012 | Вокал     |
| FTB                            | Давай забудем                      | Love Story                            | 2012 | Вокал     |
| FuNBOX                         | Я верю                             | Большой брат                          | 2013 | Вокал     |
| Маррадёры                      | Санкт-Петербург, ты — мой          | Православный джихад                   | 2013 | Вокал     |
| Болт69                         | Твоя судьба                        | Моё сердце дышит                      | 2013 | Вокал     |
| Беz Фанатиzма                  | Я не буду больше молчать!          | —                                     | 2013 | Вокал     |
| IDEЯ FIX                       | Куадрилья Баллиста                 | Куадрилья Баллиста                    | 2013 | Вокал     |
| RasKar                         | Теория заговора                    | Разгар                                | 2014 | Вокал     |
| 7000$                          | ЭО                                 | Тень независимости                    | 2014 | Вокал     |
| Блондинка КсЮ                  | Когда пушки стреляют               | БаРОКко                               | 2014 | Вокал     |
| Monkey Business                | Посмотрите                         | —                                     | 2014 | Вокал     |
| My Favorite Band               | То, что не по зубам!               | То, что не по зубам!                  | 2014 | Вокал     |
| Порт (812)                     | Гимн (Панк-рок разрушил мою жизнь) | Бунт на продажу                       | 2014 | Вокал     |
| Браво                          | Плохой, хороший, злой              | 30 лет. Концерт в Stadium Live        | 2014 | Вокал     |
| Порнофильмы                    | Молодёжный бунт                    | Русская мечта. Часть I                | 2015 | Вокал     |
| Тени Свободы                   | Мы хотим войны                     | Эволюция оскорбляет                   | 2016 | Вокал     |
| Kerosin                        | Давай, диджей                      | —                                     | 2016 | Вокал     |
| Cretin Boys                    | Детка                              | Cretin Boys                           | 2016 | Вокал     |
| RasKar                         | Анестезия                          | 5                                     | 2016 | Вокал     |
| Александр Балунов              | Смерть шута                        | Песни о любви и дружбе                | 2017 | Вокал     |
| Лови ночь                      | Ху из най, ет?                     | Russian Collusion                     | 2019 | Вокал     |

## Журналистика
Являлся автором музыкального журнала Rockmusic.ru. В 2008 году вёл рубрику «Школа рока» в журнале Bravo, которая впоследствии в полном объёме вошла в переиздание книги «„Четыре таракана“ и „Тараканы!“: Тупой панк-рок для интеллектуалов». В 2015 году был колумнистом сетевого издания m24.ru. В разное время его статьи и рецензии публиковались в журналах «Эхо планеты», Music Box, «Фанограф».

## Фильмография
| Год  |     | Название                        | Роль                     |
| ---- | --- | ------------------------------- | ------------------------ |
| 2003 | ф   | Весна — время любви             | Дима                     |
| 2007 | с   | Счастливы вместе                | В роли самого себя       |
| 2009 | ф   | Грим                            | Имя персонажа не указано |
| 2013 | с   | Alex Cool Show                  | В роли самого себя       |
| 2013 | ф   | Нет выхода. Нет меня            | В роли самого себя       |
| 2013 | док | Иван. В память о нашем друге    | В роли самого себя       |
| 2014 | док | Панк против!                    | В роли самого себя       |
| 2014 | док | Король шутов                    | В роли самого себя       |
| 2014 | ф   | Младший сын                     | Имя персонажа не указано |
| 2015 | док | Москва-Питер. В поисках счастья | В роли самого себя       |
| 2015 | док | Переверни пластинку!            | В роли самого себя       |
| 2019 | док | Браво Story                     | В роли самого себя       |
| 2020 | док | Фили. История одного лейбла     | В роли самого себя       |

- В марте 2011 года был внесён в «Список деятелей искусства и творческих коллективов» не рекомендуемых на территории Белоруссии[29]. В ответ опубликовал сатирическую песню «Письмо Прэзидэнту»[30]
- Весной 2012 года озвучил персонажа по имени Архидевил для компьютерной игры «Disciples: Перерождение»[31]
- Летом 2011 года, на музыкальном фестивале Kubana, Дмитрий Спирин спел дуэтом со специально приглашённым гостем Михаилом Боярским[32]
- На прощальных концертах группы «Король и Шут», проходивших 24 и 25 ноября 2013 года в московском клубе Stadium Live, исполнил песню «Камнем по голове»
- С декабря 2019 года Дмитрий является капитаном команды Against the Brain! из московской лиги панк-квизов Punküüm.